# (36034) 1999 OK3
(36034) 1999 OK3 est un astéroïde de la ceinture principale d'astéroïdes découvert en 1999.

## Description
(36034) 1999 OK3 a été découvert le 24 juillet 1999 à l'observatoire astronomique de Farra d'Isonzo, situé dans la commune de Farra d'Isonzo, dans la province de Gorizia (Frioul-Vénétie Julienne), en Italie, par l'Observatoire astronomique de Farra d'Isonzo.

### Caractéristiques orbitales
L'orbite de cet astéroïde est caractérisée par un demi-grand axe de 2,64 ua, un périhélie de 2,27 ua, une excentricité de 0,14 et une inclinaison de 8,90° par rapport à l'écliptique. Du fait de ces caractéristiques, à savoir un demi-grand axe compris entre 2 et 3,2 ua et un périhélie supérieur à 1,666 ua, il est classé, selon la JPL Small-Body Database, comme objet de la ceinture principale d'astéroïdes.

### Caractéristiques physiques
(36034) 1999 OK3 a une magnitude absolue (H) de 14,4 et un albédo estimé à 0,091.